# 切罗马焦雷
切罗马焦雷（義大利語：Cerro Maggiore），是意大利米兰省的一个市镇。总面积10平方公里，人口14691人，人口密度1469.1人/平方公里（2009年）。国家统计（ISTAT）代码为015072。

## 友好城市
- 德国萨勒河畔巴特诺伊施塔特 2008年